# Dandya
Dandya é um gênero extinto de peixes marinhos com nadadeiras raiadas pertencentes à família Dapediidae. Contém uma espécie, Dandya ovalis. É encontrada no Calcare di Zorzino, no Triássico Superior, na Lombardia, norte da Itália, e na Formação Seefeld, na Áustria.